# John Medley Wood

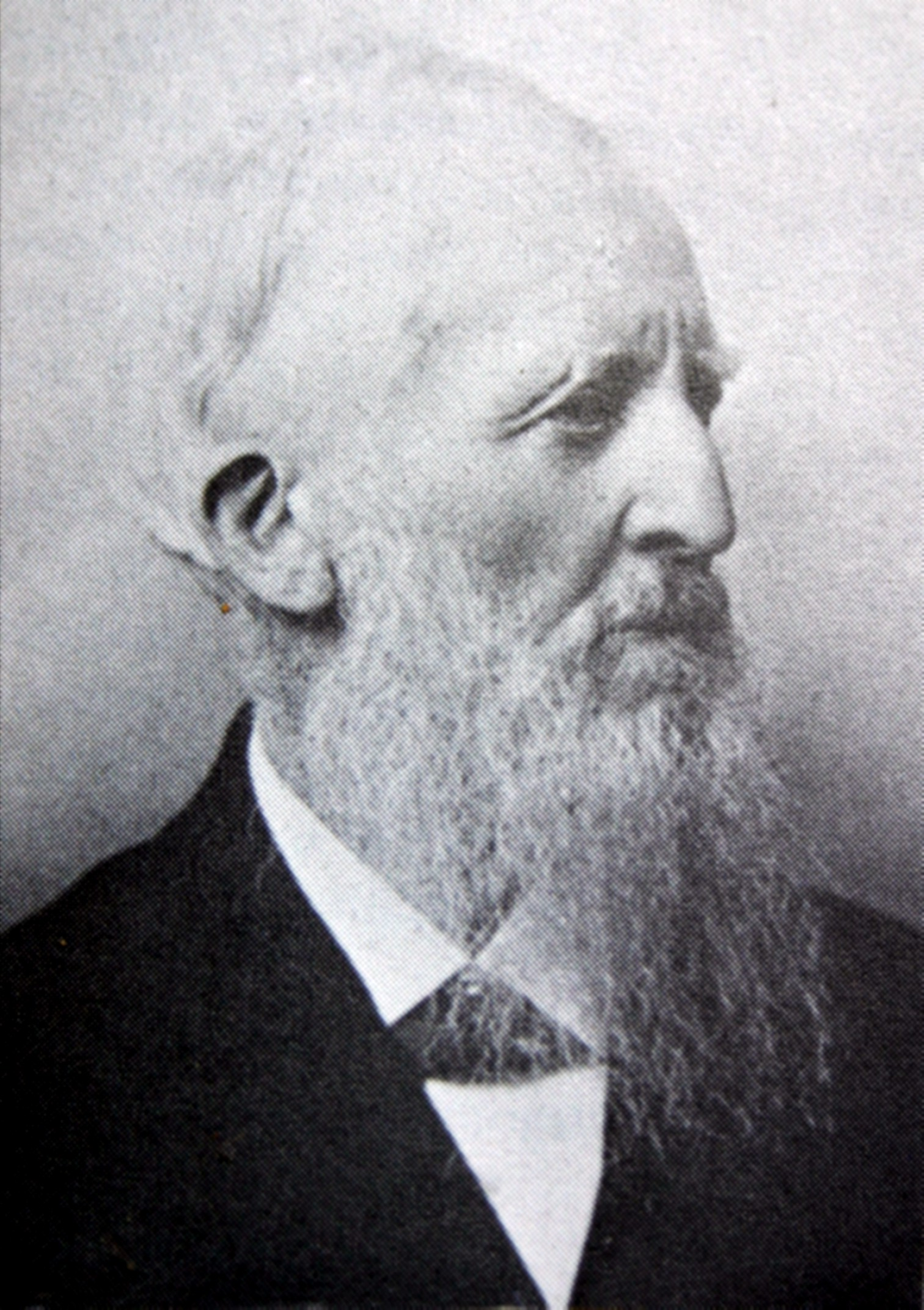
John Medley Wood.

John Medley Wood (* 1. Dezember 1827 in Mansfield, Nottinghamshire; † 26. August 1915 in Durban) war ein britisch-südafrikanischer Botaniker, der in der Kapkolonie wirkte. Sein offizielles botanisches Autorenkürzel lautet „J.M.Wood“.

## Leben
Sein Vater, ein Anwalt, emigrierte in die Kapkolonie und er folgte ihm, nach einiger Zeit als Seemann, dann nach.
Wood wurde 1882 Kurator des Botanischen Gartens in Durban.

## Ehrungen
Die Gattung Woodia Schltr. aus der Pflanzenfamilie der Hundsgiftgewächse (Apocynaceae) und die Pilzgattung Woodiella Sacc. & P.Syd. sind nach ihm benannt worden.

## Werke
- A popular description of the Natal ferns. 1877.
- zusammen mit Maurice Smethurst Evans: Natal plants … (1898–1912).
- A Handbook of the Flora of Natal.[2]